# Twenty Four Seven
Twenty Four Seven es el noveno y último álbum de estudio de la cantante suiza Tina Turner, editado por Capitol en 1999.

## Información general
El álbum se publicó en febrero de 2000 en los EE. UU. y Canadá. En Europa salió al mercado a finales de octubre y principios de noviembre de 1999 y vendió más de 2 millones de copias ese año.
Fue certificado disco de platino en el Reino Unido, Alemania, Suecia y Francia.
En 2000 se publicó una edición especial limitada, con un disco extra que incluía grabaciones en directo de la celebración en Londres del 60 aniversario de Turner, en noviembre de 1999, así como los vídeos promocionales de "When the Heartache Is Over" y "Whatever You Need".

Las canciones más destacadas de este álbum fueron "Whatever You Need", "When the Heartache Is Over", "Talk to My Heart", "Don´t Leave Me This Way", "Go Ahead", destacando por sus vibrantes ritmos "When The Heartache Is Over" y "Go Ahead". Este es sin duda el álbum más pulido de Tina Turner, manteniendo un estándar de canciones de alto nivel, álbum digno de disfrutar de principio a fin.

## Lista de canciones
| #  | Título                                                                           | Duración |
| -- | -------------------------------------------------------------------------------- | -------- |
| 1  | "Whatever You Need" Compositor(es): Harriet Roberts, Russell Courtenay           | 4:49     |
| 2  | "All the Woman" Compositor(es): Paul Wilson, Andy Watkins, Tracy Ackerman        | 4:03     |
| 3  | "When the Heartache Is Over" Compositor(es): Graham Stack, John Reid             | 3:44     |
| 4  | "Absolutely Nothing's Changed" Compositor(es): Terry Britten, John O'Kane        | 3:43     |
| 5  | "Talk to My Heart" Compositor(es): Johnny Douglas, Graham Lyle                   | 5:08     |
| 6  | "Don't Leave Me This Way" Compositor(es): Paul Barry, Mark Taylor, Brian Rawling | 4:18     |
| 7  | "Go Ahead" Compositor(es): James House, Anthony Little                           | 4:20     |
| 8  | "Without You" Compositor(es): Wilson, Watkins, Shernette May                     | 4:06     |
| 9  | "Falling" Compositor(es): Tim Fraser, Sol Connell                                | 4:21     |
| 10 | "I Will Be There" Compositor(es): Barry Gibb, Robin Gibb, Maurice Gibb           | 4:37     |
| 11 | "Twenty Four Seven" Compositor(es): Britten, Charlie Dore                        | 3:47     |

## Listas
| Gráfico (1999)                  | Peak Posición |
| ------------------------------- | ------------- |
| Austrian Albums Chart           | 5             |
| Belgium (Flanders) Albums Chart | 9             |
| Belgium (Wallonia) Albums Chart | 16            |
| Canadian Albums Chart           | 9             |
| Dutch Albums Chart              | 24            |
| Finnish Albums Chart            | 6             |
| French Albums Chart             | 23            |
| German Albums Chart             | 3             |
| Norwegian Albums Chart          | 5             |
| Swedish Albums Chart            | 6             |
| Swiss Albums Chart              | 1             |
| UK Albums Chart                 | 9             |
| US Billboard 200                | 21            |
| US R&B/Hip-Hop Albums           | 29            |